# コトリ with ステッチバード
コトリ with ステッチバードは、日本の音楽ユニット。ユニット名は妖怪ウォッチの生みの親、レベルファイブ社長日野晃博が命名した。

## メンバー
- コトリ - リーダー、メインボーカル
- ユリア
- ユカ

## 概要・来歴
- コトリ（重本ことり）、ユリア（石川友里愛[1]）、ユカ（小原由香[1]）の3人により結成されたユニット。
- ユニット名のステッチバードは「『つぎはぎの鳥』という意味で、三人の個性が合わさって、いいカタチで融合して、大空に向かって飛んでいってほしい」とレベルファイブ社長日野晃博が命名した。[2]
- アニメ『妖怪ウォッチ』のセカンドシーズンが始まるにあたり新たな音楽性、方向性のアーティストを展開する為に結成された。
- 2015年7月から2016年6月まで、アニメ『妖怪ウォッチ』のエンディングテーマを担当していた。

## ディスコグラフィ

### シングル
| 枚  | 発売日        | タイトル    | 最高位 | 販売形態  | 規格品番                                                                      | 収録曲                                                |
| --- | ------------- | ----------- | ------ | --------- | ----------------------------------------------------------------------------- | ----------------------------------------------------- |
| 1st | 2015年9月16日 | 宇宙ダンス! | 5位    | CD+DVD CD | AVCD-55115/B（CD+DVD 初回限定盤） AVCD-55116/B(CD+DVD 通常版)AVCD-55117（CD） | 1. 宇宙ダンス! 2.はばたけっ～ステッチバードのテーマ～ |
| 2nd | 2016年3月16日 | 地球人      | 49位   | CD+DVD CD | AVCD-55125/B（CD+DVD） AVCD-55126（CD）                                       | 1.地球人 2.野に咲く乙女                               |

## 出演

### イベント
- 次世代ワールドホビーフェア'16 Winter 『妖怪ウォッチ うたのヒットパレード ～ YO-KAI STATION ～ …でうぃす！』

### テレビ
- おはスタ(2015年9月18日、2016年3月18日 - テレビ東京)
- ライブB♪(2015年9月29日 - TBS)
- MUSIC JAPAN(2015年10月5日 - NHK総合)